# Felipe Arizmendi Esquivel
Felipe Arizmendi Esquivel (Coatepec Harinas, 1 de maio de 1940) é um cardeal da Igreja Católica mexicano, bispo-emérito da diocese de San Cristóbal de Las Casas. 

## Biografia
Concluiu os estudos de humanidades e filosofia no seminário de Toluca e os de teologia na Universidade Pontifícia de Salamanca (Espanha), onde obteve a licenciatura em teologia dogmática, posteriormente especializando-se também em liturgia.
Foi ordenado padre em 25 de agosto de 1963, em Toluca, ocupou os seguintes cargos, entre outros: vigário cooperador em três paróquias (1963, 1964-1966, 1966-1967), prefeito de filósofos e professor do seminário (1963-1964), pároco (1967-1969), diretor espiritual e professor no seminário menor (1969-1981), responsável pela pastoral vocacional, reitor do seminário (1981-1991), professor de liturgia e teologia pastoral.
Foi também membro da Comissão Diocesana de Liturgia (1967-1979), Diretor do Gabinete Catequético Diocesano (1968-1969), membro do Equipo de Pastoral Juvenil (1968-1978), secretário (1970-1973) e Presidente do Conselho Presbiteral (1976-1979), Coordenador da Comissão Diocesana para as Comunicações Sociais (1982-1984) e vigário-geral (1989-1991). Em nível nacional foi membro do Equipo Nacional de Pastoral Vocacional e da Organización de Seminarios de México, da qual também foi presidente por algum tempo. Ele também foi membro do Equipo de Asesores de la Conferencia del Episcopado Mexicano Interdisciplinar. No triênio 1986-1989 presidiu a Organización de Seminarios de América Latina e posteriormente trabalhou como perito no Departamento de Vocações da CELAM.
Em 7 de fevereiro de 1991, o Papa João Paulo II o nomeou Bispo de Tapachula. Ele recebeu sua consagração episcopal em 7 de março pelo arcebispo Girolamo Prigione, núncio apostólico do México, assistido por Adolfo Antonio Suárez Rivera, arcebispo de Monterrey e Bartolomé Carrasco Briseño, arcebispo de Antequera.
Em 31 de março de 2000, o Papa João Paulo II o transferiu para a Sé de San Cristobal de Las Casas. Ele sucedeu ao bispo Samuel Ruiz García, um progressista social que defendeu os direitos dos povos indígenas e dos rebeldes zapatistas. Arizmendi defendeu Ruiz consistentemente contra seus muitos críticos. Arizmendi tem a reputação de ser teologicamente conservador, mas socialmente progressista.
Em 2012, ele anunciou que organizaria esforços para traduzir a missa católica e a Bíblia para a língua indígena nahuatl.
Em 1 de maio de 2015, Arizmendi apresentou sua renúncia ao Papa Francisco, mas foi convidado a permanecer. Sua renúncia foi aceita em 3 de novembro de 2017.
Em 25 de outubro de 2020, o Papa Francisco anunciou a sua criação como cardeal no consistório programado para 28 de novembro. Segundo Arizmendi, sua nomeação "mais do que um título pessoal, é um reconhecimento aos povos indígenas". Recebeu o anel cardinalício, o barrete vermelho e o título de cardeal-presbítero de São Luís Maria Grignion de Montfort.